# Goniochilus
Goniochilus is een geslacht van uitgestorven weekdieren uit de klasse van de Gastropoda (slakken).

## Soorten
- Goniochilus acmaeformis (Pavlović, 1927) †
- Goniochilus aegaea (Schütt in Schütt & Besenecker, 1973) †
- Goniochilus banaticus (Brusina, 1881) †
- Goniochilus breviformis (Papp, 1953) †
- Goniochilus carinatus Pană, 1990 †
- Goniochilus coronatus Brusina, 1902 †
- Goniochilus costulatus (Fuchs, 1870) †
- Goniochilus croaticus (Brusina, 1892) †
- Goniochilus glandulinus (Stoliczka, 1862) †
- Goniochilus graecus (Wenz, 1919) †
- Goniochilus italicus (Andrusov, 1890) †
- Goniochilus kochii (Fuchs, 1870) †
- Goniochilus milicevici (Pavlović, 1927) †
- Goniochilus nodosus Pană, 1990 †
- Goniochilus novakovici Brusina, 1902 †
- Goniochilus pauli (Fuchs, 1877) †
- Goniochilus rissoina (Brusina, 1878) †
- Goniochilus scalariaeformis (Fuchs, 1870) †
- Goniochilus schwabenaui (Fuchs, 1870) †
- Goniochilus variabilis (Lörenthey, 1902) †
- Goniochilus winkleri Sauerzopf, 1952 †